# Lektura (obraz Goi)
Lektura (hiszp. Hombres leyendo) – obraz hiszpańskiego malarza Francisco Goi.

## Okoliczności powstania
To dzieło należy do cyklu 14 czarnych obrazów – malowideł wykonanych przez Goyę na ścianach jego domu Quinta del Sordo w latach 1819–1823. Zostały one sfotografowane przez Jeana Laurenta, a następnie przeniesione na płótna w latach 1874-78 przez malarza Salvadora Martíneza Cubellsa. Obecnie znajdują się w zbiorach Muzeum Prado. Goya wykonał ten szczególny cykl obrazów na kilka lat przed śmiercią. Wyrażają one jego lęk przed starością i samotnością, są również satyrą rodzaju ludzkiego i państwa hiszpańskiego.

## Analiza
Obraz przedstawia sześciu mężczyzn pochylających się nad pismem, które jeden z nich opiera na kolanach. Trzech z nich znajduje się na pierwszym planie i ich twarze są bardziej dopracowane. Na drugim planie widać tylko głowy pozostałych postaci, niektóre z nich ledwie widoczne, zbliżające się do krańców obrazu. Postaci wydają się zatopione w ciemnym, niemal czarnym tle. Wyróżnia się biała koszula brodatego mężczyzny skupionego na lekturze. 
Krytycy uważają przedstawioną na obrazie grupę mężczyzn za tajne zebranie polityczne w okresie francuskiej inwazji na Hiszpanię w latach 1822–1823 – te lata to również czas powstania serii czarnych obrazów. Goya zestawił to malowidło z dziełem Dwie kobiety i mężczyzna o podobnej stylistyce, na którym kobiety śmieją się z mężczyzny. Oba te obrazy znajdowały się na piętrze domu Goi, jednak stylem i klimatem wydają się bardziej pasować do mrocznych dzieł z parteru.
Tak jak w przypadku innych czarnych malowideł paleta barw jest bardzo ograniczona, dominuje czerń, ochra i brąz przełamane bielą stroju jednego z mężczyzn. To dzieło, podobnie jak cała seria, zawiera elementy właściwe dla XX-wiecznego ekspresjonizmu.